# الله‌آباد (ایرانشهر)
الله‌آباد روستایی در دهستان حومه بخش مرکزی شهرستان ایرانشهر استان سیستان و بلوچستان ایران است.

## جمعیت
بر پایه سرشماری عمومی نفوس و مسکن در سال ۱۳۹۵ جمعیت این روستا ۷۱۹ نفر (۱۸۰خانوار) بوده‌است.